# William Primrose
William Primrose (Glasgow, 23 agosto 1904 – Provo, 1º maggio 1982) è stato un violista e insegnante scozzese, uno dei più importanti e conosciuti violisti di tutti i tempi.

## Biografia
Primrose nacque a Glasgow, dove studiò violino, trasferendosi poi alla Guildhall School of Music a Londra. Trasferitosi in Belgio, fu allievo di Eugène Ysaÿe, che lo avvicinò allo studio della viola. Tra il 1930 e il 1934 suonò la viola nel London String Quartet, assieme a Warwick Evans, John Pennington, and Thomas Petre. Nel 1937 iniziò a suonare nella NBC Symphony Orchestra, diretta da Arturo Toscanini. Primrose lasciò l'orchestra nel 1941, quando si vociferava che Toscanini volesse lasciare l'orchestra.
La carriera solistica di Primrose iniziò quando incominciò a suonare con Richard Crooks. Passò all'attenzione di Arthur Judson, un importante manager concertistico, e nel 1946 ebbe la parte di solista nella prima registrazione dell'Aroldo in Italia di Berlioz.
Primrose commissionò a Béla Bartók un concerto per viola, che rimase tuttavia incompiuto alla morte del compositore (1945) e venne completato quattro anni dopo da Tibor Serly. Primrose fu il solista nella prima esecuzione del concerto il 2 dicembre 1949.
Nel 1950 suona nella prima esecuzione assoluta nella Jubilee Hall di Aldeburgh di Lachymae - Reflections on a Song of John Dowland di Benjamin Britten accompagnato al pianoforte dal compositore stesso.
Al Teatro La Fenice di Venezia nel 1950 esegue il Concertino per viola e orchestra di Jean Rivier ed il Concerto viola e orchestra in si minore di Henri Casadesus attribuito a Händel.
Al Teatro alla Scala di Milano nel 1953 esegue il Concerto per viola e orchestra di Béla Bartók.
Nel 1953 venne nominato dalla regina Elisabetta II commendatore dell'Ordine dell'Impero Britannico (CBE).
Primrose fu anche un celebre insegnante. Scrisse diversi libri sulla viola e sul suo insegnamento ed insegnò in Giappone e Stati Uniti d'America, occasionalmente anche alla University of Southern California (con il celebre violinista Jascha Heifetz), al Curtis Institute of Music, alla Eastman School of Music, alla Indiana University Jacobs School of Music ed alla Juilliard School.
Nel 1956 suona nella prima esecuzione assoluta nello Schauspielhaus di Francoforte del Concerto per viola, pianoforte, fiati e percussioni di Karl Amadeus Hartmann.
Nel 1972, Primrose pubblicò le sue memorie, A Walk on the North Side. Morì di cancro a Provo, nello Utah, il 1º maggio 1982.

## Tecnica, trascrizioni e riconoscimenti
Primrose era famoso per la sua tecnica sorprendente. Mischa Elman, dopo averne ascoltato l'esecuzione sulla viola del Capriccio n. 5 di Niccolò Paganini, arrivò a dire: "Dev'essere molto più facile sulla viola!" (It must be much easier on the viola!)
Scrisse molte trascrizioni ed arrangiamenti per viola, spesso tecnicamente stupendi, tra i quali La Campanella (dal secondo concerto per violino di Paganini) e il famoso Notturno dal Quartetto per archi n. 2 di Alexander Borodin. La sua ampia raccolta di spartiti per viola annotati è divenuta il nucleo del Primrose International Viola Archive presso la Harold B. Lee Library (Brigham Young University).
Per il suo prezioso contributo all'industria discografica, gli è stata dedicata una stella alla Hollywood Walk of Fame.
Il concorso Primrose International Viola Competition, istituito in suo onore nel 1979, è stata la prima competizione violistica a livello internazionale

## Strumenti
All'inizio della sua carriera, Primrose suonava una viola Amati, ereditata dal padre. Sulla Amati sono stati riscontrati restauri di cattiva qualità, inoltre aveva un lupo significativo e difficoltà di proiezione. Primrose ha venduto tale strumento nel 1951: attualmente la Amati è posseduta dal violista Roberto Díaz.
Nel 1954 Primrose ha acquistato una Guarneri, la ex-Lord Harrington, ora conosciuta come Guarneri Primrose. Essa è una delle poche viole della famiglia Guarneri delle quali si abbia notizia. Ha un'etichetta originale di Andrea Guarneri, ma gli esperti ritengono che parte del lavoro sia ascrivibile al figlio, Giuseppe Guarneri. Lo strumento è ora posseduto da Ulrich Fritze, spalla delle viole dei Berliner Philharmoniker.

## Discografia parziale
- Beethoven/Kodály, Serenade, Op. 8/Duo, Op. 7 - Heifetz/Piatigorsky, 1961 Sony - Grammy Award for Best Chamber Music Performance 1962
- The Heifetz-Piatigorsky Concerts With Primrose, Pennario and Guests - Heifetz/Piatigorsky/Primrose, RCA - Grammy Award for Best Chamber Music Performance 1963

## Opere
- con Yehudi Menuhin, Il violino e la viola, Franco Muzzio & C. Editore, Padova, 1983 (orig: Violin and Viola, TBS, New York, 1976)
- William Primrose, Cammina sul Lato Nord - Ricordi di un violista, traduzione di Monica Cuneo, Milano, La viola, 2000 (orig: Walk on the north side - Memoirs of a violist, Brigham Young University Press, 1978)